# 中国电影资料馆

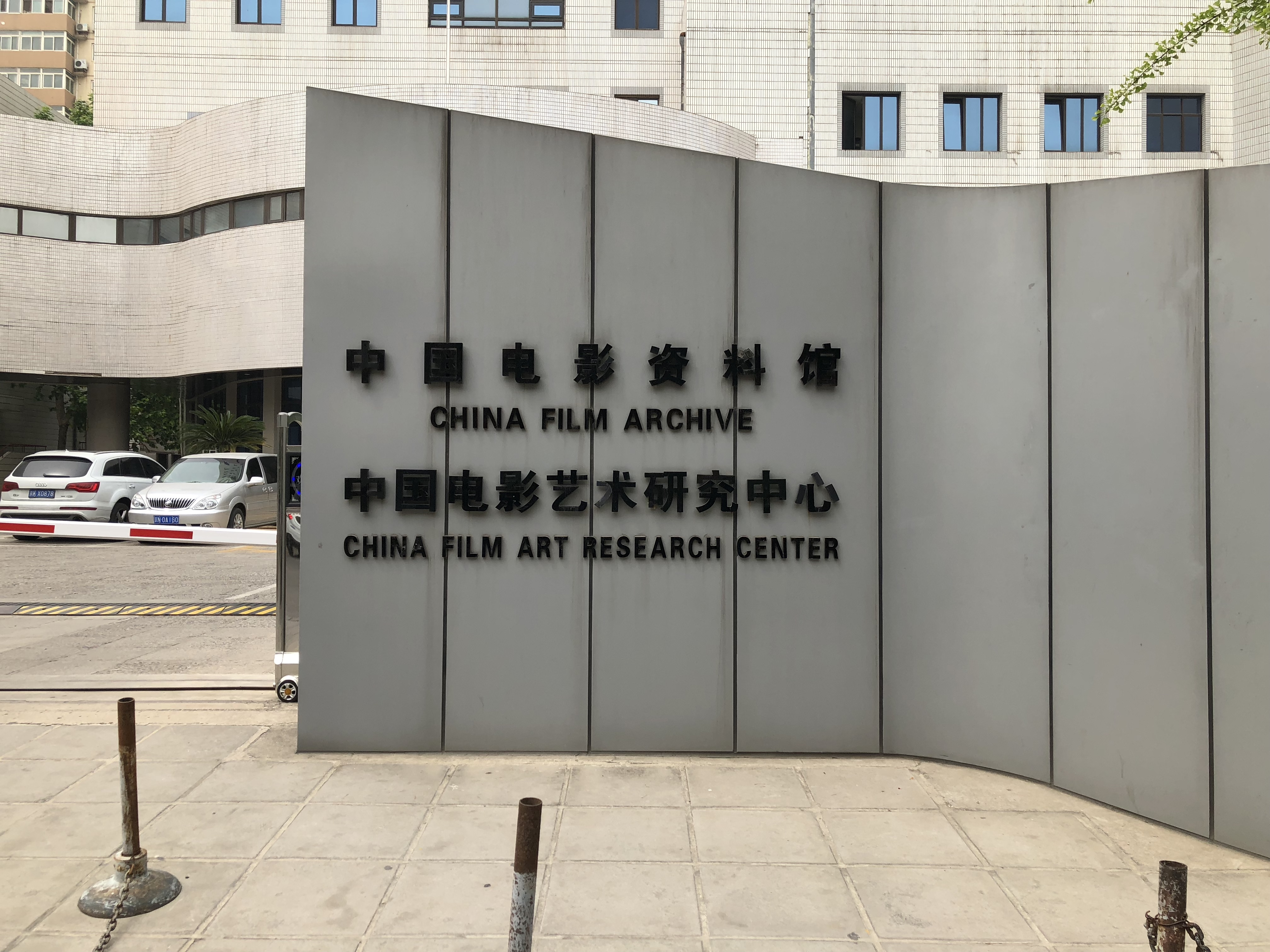

中国电影资料馆（China Film Archive）是中共中央宣传部在北京经营的国家电影档案专业机构。它成立的目的是为了保护现存的中国电影和修复“遗失”的电影。近年来，它与国际电影机构合作，协助电影保存，并组织了许多活动，其中最著名的是北京国际电影节。
它成立于1958年，为国际电影资料馆联合会正式会员，直属于中共中央宣传部。拥有北京电影资料库、西安电影资料库、电影数据库等电影资料库。2024年于苏州市开设江南分馆。

## 目的
建馆的初衷是为了保存中国电影，并在农村放映。 2012年，档案馆保存了约2400部1905年至1976年间的中国电影。 随着时间的推移，资料馆已经将其服务扩展到对中国和国际电影的数字化修复。 此外，档案馆还开展了寻找“遗失”电影和废弃电影制作实践的研究项目。

## 组织

### 历史

#### 早期建立(1958 - 1979)
档案馆于1955年，开始筹建，1958年由中国共产党创建。在资料馆成立之前，成立于1951年的中国电影管理公司负责中国电影的全国发行。该机构于1958年更名为中国电影发行展览公司。该档案馆在文化大革命期间受到限制，因为中国电影成为了国家利益。1971年，档案馆与中国电影发行放映公司合并，成立了中国电影公司。这个实体的作用是收购所有中国制造的电影，并将它们转换成可在中国大陆发行的电影拷贝，几年后，这个组织解散了，资料馆成为了自己的组织，但是名字——中国电影公司——仍然在使用。

#### 后来的发展(1980 -现在)
到1980年，在王辉的领导下，档案馆获得了1万部电影，其中30%是硝酸钠拷贝。1984年，资料室与中国艺术研究院电影研究室合作，成立中国电影艺术研究中心。 中国电影艺术研究中心目前作为档案馆的一个部门参与研究和修复项目。 上世纪80年代，档案馆组织了几场为期一周的中国电影放映会，中国学者和评论家也通过发表论文参与到档案馆中来。在此期间，档案馆举办了著名的电影放映会，如1988年12月的《轮回》，北京影评人李拓和郑东田出席了放映会。
1988年至2006年，在陈景亮的领导下，中国电影艺术研究中心扩大了规模，到1999年，中国电影艺术研究中心的档案库扩大到2.5万部中外电影，并有1.5万册书籍、杂志和其他书面材料。2005年，为庆祝档案馆成立一百周年，一座新建筑开放。
截至2020年，档案馆由孙向辉领导，孙向辉也是澳门科技大学客座教授。 档案馆继续致力于电影的修复工作，并举办了许多讨论电影类型分段的全国性会议。此外，档案馆还协助管理进出中国的电影。档案馆目前保存着历史文物——除了电影版画——包括照片和重要事件的纪录片。北京档案馆分为两个部分，一个专门存放电影，另一个存放包括剧本在内的书面材料。
2012年，档案馆开始放映配有音乐伴奏的无声中国动画电影。而这种现场音乐无声的放映实践并不常见。
2018年《当代动画(当代东华)》杂志由国家新闻出版广电总局和中国电影艺术研究中心共同创办。该期刊为季刊，是中国大陆唯一专门研究电影动画的学术期刊。每一期都分为新的研究、观察、教育和新的“理论热点”等子主题。
电影杂志《中国电影国际》，成立于2020年，是档案馆和非营利性组织中英电影合作组织(UK-China Film collaboration)的合作项目。该杂志收录了学生、研究人员和自由记者撰写的关于中国电影新闻的英文文章，以及关于当代电影和动画的论述文章。 由档案馆编辑出版。

## 历史
- 1980年，加入国际电影资料馆联合会，成为正式会员。
- 1984年，与文学艺术研究院电影研究所合并，成立 “中国电影艺术研究中心（China Film Art Research Center）”。
- 1985年，北京电影学院和中国电影艺术研究中心联合招收第一届电影历史及理论硕士学位研究生。
- 1994年，中国电影艺术研究中心开始独立招收电影学专业硕士研究生。